# George Elwood Jenks
Pour les articles homonymes, voir Jenks.
George Elwood Jenks est un scénariste américain né le 18 février 1881 dans le Minnesota et mort le 30 décembre 1946 à Los Angeles (Californie).

## Biographie
En 1921, il entre au département scénarios de la Metro Pictures Corporation, après avoir travaillé pour Universal et Triangle.

## Filmographie partielle
- 1917 : L'Escapade de Corinne (Indiscreet Corinne) de John Francis Dillon
- 1918 : Cactus Crandall de Clifford Smith
- 1918 : Daughter Angele de William Dowlan
- 1918 : Desert Law de Jack Conway
- 1918 : A Good Loser de Dick Donaldson
- 1918 : The Last Rebel de Gilbert P. Hamilton
- 1918 : Old Hartwell's Cub de Thomas N. Heffron
- 1918 : The Vortex de Gilbert P. Hamilton
- 1918 : Without Honor d'E. Mason Hopper
- 1918 : The Golden Fleece de Gilbert P. Hamilton
- 1918 : The Hard Rock Breed de Raymond Wells
- 1918 : Au-dessus des lois (An Honest Man) de Frank Borzage
- 1919 : The End of the Game de Jesse D. Hampton
- 1919 : The Prodigal Liar de Thomas N. Heffron
- 1919 : A Sage Brush Hamlet de Joseph Franz
- 1919 : For a Woman's Honor de Park Frame
- 1919 : A Woman of Pleasure de Wallace Worsley
- 1920 : The Parish Priest de Joseph Franz
- 1921 : Uncharted Seas de Wesley Ruggles
- 1922 : The Cub Reporter de John Francis Dillon
- 1924 : Trouble Trail de George Holt